# Grotte de Belle-Roche (Sprimont)
Pour les articles homonymes, voir Belle Roche (homonymie).
La grotte de Belle-Roche (ou de La Belle-Roche) est une grotte fossile abritant un gisement préhistorique du Pléistocène moyen, située dans la commune belge de Sprimont, dans la province de Liège, en Région wallonne (Belgique).
Elle a livré le plus ancien mobilier connu au Benelux.

## Situation
La grotte de Belle-Roche est située à l'extrémité est du Condroz, à environ 20 km au sud de Liège, sur la rive droite de l'Amblève, à proximité du confluent de la rivière avec l'Ourthe près de Fraiture dans le sud-ouest de la commune,, près de Comblain-au-Pont et de ses rochers. Elle est à 160 m d’altitude et domine de 60 m le lit majeur de l'Amblève.
Elle se trouve sur la plate-forme supérieure d'exploitation à l'extrémité Est de la carrière de la Belle-Roche, exploitation de calcaire à l'origine à la fois de la découverte de la grotte et de la destruction d'une partie de celle-ci.

## Historique
Le site est identifié par des chercheurs amateurs plusieurs dizaines d'années avant la reconnaissance de son importance en 1980 et le début d'une fouille de sauvetage et des études scientifiques. Il est fouillé par les soins de l'a.s.b.l. « Paléontologie et Archéologie Karstique » collaborant avec le Service de Paléontologie animale de l'Université de Liège (Georges Ubaghs) puis avec l'Unité de Recherche « Évolution des Vertébrés et Évolution humaine » de la même Université.
Avant 1980, la partie Est de la grotte est détruite sur une longueur difficile à évaluer. À partir de 1980, la carrière poursuit son activité et la grotte subit encore plus de destructions. À cette époque, la fouille sert essentiellement à sauver le plus possible d'informations paléontologiques et archéologiques avant les destructions. De plus, à partir de 1987 l'exploitation de la carrière s'intensifie ; dès lors, les campagnes de fouilles de plus de six mois par an se transforment en campagnes de sauvetage ; la qualité des fouilles et la récolte des fossiles et artefacts s'en ressent.
La carrière arrête ses activités en 1991 et la commune de Sprimont refuse le permis d'extension de l'extraction ; le Ministère de la Région wallonne met en place des mesures de protection temporaire. Le site est reconnu comme « patrimoine majeur » de la Région wallonne et est placé sur une liste de sauvegarde. Puis la Région loue le site pour cinq ans. Les conditions de fouilles sont donc dorénavant favorables. Une École internationale de fouilles a démarré sur le site. Les recherches concernent maintenant toute l'étendue du gisement.

## Géologie
Lorsque la rivière se trouvait 60 m plus haut, elle a creusé la grotte dans le calcaire du Viséen (±346-330 Ma) et du Tournaisien (±358-346 Ma) (deux étages du Mississippien dans le Carbonifère, ère Paléozoïque), dans le flanc nord très redressé d'un synclinal (synclinal de Chanxhe-Sprimont). Le synclinal est dans la partie Est du Synclinorium de Dinant, qui s'est formé pendant l'orogénèse varisque.
Le Viséen commence avec la brèche calcaire des formations de Terwagne et de Neffe, dite aussi « brèche de la Belle-Roche » (BBR). Ce calcaire surmonte des psammites du Famennien supérieur qui forme la crête anticlinale de Fraiture.
À l'époque du creusement de la grotte, l'Amblève recoupait dans son parcours souterrain un méandre encore visible dans le paysage actuel. Aux galeries se sont ajoutés des puits et des cheminées créés par dissolution différentielle de bancs calcaires dolomitisés.
À terme, la rivière a creusé sa vallée actuelle, son niveau s'est abaissé et elle a abandonné l'étage des cavités qu'un remplissage a progressivement comblé. L'érosion quaternaire en a modifié l'aspect extérieur. Le système karstique s'est « fossilisé » et est devenu un paléokarst impénétrable sans aucun accès visible de l'extérieur et sans activité hydrologique.

## Description
Le système karstique comprend quatre galeries plus ou moins parallèles entre elles, orientées généralement est-ouest et qui suivent la stratification des couches du substrat calcaire.
Trois galeries fossilifères (II, III et IV) sont largement interconnectées ; ensemble, elles s'étalent sur une largeur de plus de 25 m et généralement orientées d'ouest en est, la plus large étant la galerie IV avec une section de 8 × 4 m. Mais la largeur totale de l'ensemble diminue vers l'est aux dépens de la galerie II, qui se rétrécit au point de ne plus être qu'un puits et une cheminée karstique en continuité. D'autres puits à divers emplacements et d'extensions variables interviennent dans les configurations des galeries.
Des sondages géophysiques indiquent que la longueur de la grotte semble dépasser une centaine de mètres.
Les quatre galeries sont remplies de sédiments, avec un remplissage atteignant de 1 à 5 m d'épaisseur. La galerie I se distingue des autres par les caractéristiques de son remplissage sédimentaire ; de plus elle ne contient pas de fossiles ni d'artefacts (paléontologiquement et archéologiquement stérile), alors que les galeries II à IV contiennent des fossiles,.

## Stratigraphie
Cinq unités lithostratigraphiques principales sont disposées en couches à peu près horizontales sauf aux endroits des puits, où sont observés des phénomènes de soutirage avec d'importantes déformations subséquentes des couches. Ces cinq couches sont :
- 1) les puits karstiques remplis de limon stérile amené par ruissellement[14],[15] (« complexe "éolien »[16]).
- 2) le fond des galeries recouvert de dépôts alluviaux[14] ou complexe fluviatile[16], eux aussi stériles et incluant principalement des galets et des graviers[14]. Le haut de cette couche contient des lentilles de limon sableux lité et grisâtre. Le limon fluviatile contient quelques moulages en limonite de branches de gymnospermes, probablement du genre Pinus selon Demaret-Fairon (1984[17])[15].
- 3) une couche détritique fossilifère[14] ou complexe détritique limoneux[16] faite d'un mélange de limon et d'argile (« complexe détritique limoneux » selon Cordy et al. 1991), avec des proportions variables de cailloux ou de blocs surtout calcaires[14] : lors des dépôts successifs, la matrice limoneuse au bas de la couche se charge progressivement d'argile rougeâtre de décalcification et emballe des fragments de calcaire de plus en plus nombreux vers le haut, y compris des concrétions remaniées. Les vestiges osseux dispersés ne sont généralement pas en connexion anatomique. Cet ensemble de caractéristiques indique une sédimentation complexe qui a vraisemblablement inclus des phases de remaniements signalées par des coulées boueuses et des colmatages de gravité[15]. Cette couche est divisée en trois sous-couches[14] :
  - limon inférieur[14], beige, contenant des galets épars ressemblant à ceux de la couche 2 fluviatile ; elle contient aussi des vestiges osseux, surtout dans sa partie haute où ils sont peu altérés et très concentrés. Des concrétions visibles au sommet de ce niveau sont un autre indice d'un arrêt temporaire de la sédimentation[15] (petite discontinuité sédimentaire)[18].
  - limon moyen[14] ou blocaille moyenne[16] : blocaille calcaire emballée dans une matrice argilo-limoneuse de couleur ocre rougeâtre. les blocs de calcaire sont assez petits et dispersés dans la galerie II, mais très gros (blocs d'effondrement) dans les galeries III et IV et la blocaille y est relativement anguleuse. Les fossiles deviennent généralement plus abondants et variés, les vestiges de petite faune apparaissent et sont même très abondants en certains endroits. Le sommet de la couche contient des concrétions stalagmitiques, ce qui là aussi indique un arrêt temporaire de la sédimentation[18].
  - limon supérieur'[14] ou cailloutis supérieur[19], seule sous-couche contenant des artefacts[14] préhistoriques dispersés dans toute son étendue et son épaisseur. La matrice limoneuse est très chargée d'une argile rougeâtre provenant principalement de processus de décalcification. Elle est aussi riche en fossiles que le niveau moyen. Elle contient aussi des galets de calcaire, en général de taille décimétrique et d'aspect arrondi - ce qui contraste avec l'aspect angulaire de la blocaille du niveau moyen ; et des galets de quartz, de quartzite, très rarement de silex. Dans la galerie II, le cailloutis est fréquemment cimenté par un dépôt calcitique de la matrice sédimentaire et forme parfois une brèche tout à fait typique[18].
- 4) « complexe argilo-calcitique de ruissellement », avec les parois de la grottes marquées de ruissellements et le climat de l'époque très humide. Le résultat est un ensemble de couches d'argiles de décalcification, de dépôts calcitiques[14] et de limon argileux, le tout généralement bien lité et stratifié ; le nombre de couches, leur succession et leur épaisseur, varient selon les endroits de la grotte. Dans certains endroits de la galerie IV, ce niveau commence avec une couche limono-argileuse contenant des accumulations d'ossements et de dents de chiroptères. dans les galeries II et III, le sommet de cette couche est fait par endroits d'un plancher stalagmitique qui peut atteindre au moins 15 cm d'épaisseur et est surmonté par des stalagmites de tailles diverses. Cet ensemble d'argile et de calcite est dans certains endroits en contact direct avec le plafond de la galerie II[18]. Cette couche ne contient pas de fossiles ni d'artefacts, sauf dans sa base qui est riche en chiroptères et contient quelques rares coquilles de gastéropodes disséminées dans les dépôts[20].
- 5) une couche de surface contenant une blocaille stérile de calcaire emballée par un peu d'argile et de sable dolomitique[14]. Les espaces encore libres en haut des couches des galeries III et IV et dans les cheminées karstiques, sont colmatés par les produits de la désagrégation mécanique des parois et du plafond et de l'altération chimique du calcaire (essentiellement du sable dolomitique et de l'argile de décalcification). Le faciès de ce niveau varie fréquemment, mais débute généralement avec une couche plus ou moins épaisse d'argile rouge de décalcification qui emballe des fragments épars de concrétions de paroi ou de plafond (stalactites, draperies...)[20].

Au-dessus du paléokarst se trouvent des colluvions récentes surmontées par le sol actuel et contenant quelques artefacts mésolithiques et néolithiques.
Les glaciations successives ont considérablement érodé le toit calcaire du paléokarst depuis la formation de la grotte et après son colmatage, et ont probablement détruit complètement la partie supérieure de la grotte voire peut-être même un étage du système karstique qui a pu abriter des occupations humaines préhistoriques. Le toit de la grotte correspondant à la galerie IV aen grande partie disparu et le remplissage de cette galerie est aujourd'hui directement accessible en dessous du sol actuel.

## Chronologie
L'occupation humaine du site (vraisemblablement par Homo heidelbergensis) est datée d'environ 500 000 ans, ce qui en fait le plus ancien site d'occupation de Belgique et du Benelux,.
Deux méthodes de datation physique ont servi pour déterminer l'âge du remplissage : le paléomagnétisme et la datation par l'uranium-thorium.
Le paléomagnétisme a montré une polarité normale dans tous les dépôts, ce qui indique un âge maximum correspondant au début de la dernière période de polarité positive du champ magnétique terrestre, soit environ 780 000 ans,.
Les datations par l'uranium-thorium sont réalisées dans les galeries II et III, sur le plancher stalagmitique principal qui recouvre les dépôts fossilifères. Elles indiquent l'âge limite de la méthode, soit au moins 350 000 ans pour cette phase de concrétionnement et a fortiori pour les artefacts.

## Vestiges lithiques
Le Cailloutis supérieur des trois galeries II, III et IV a livré du matériel archéologique, dont des outils lithiques. Cependant cette couche est par endroits proche des plafonds et a de plus été soumise à des remaniements intrakarstiques ; comme elle contient aussi de la grande faune, il est vraisemblable qu'elle n'est pas un sol d'occupation mais qu'elle contient de l'industrie remaniée. L'occupation humaine s'est probablement cantonnée à l'entrée de la grotte, et les artefacts auraient été par la suite entraînés par solifluxion vers l'intérieur de la grotte pendant ou après le dépôt de cette couche. De nombreux artefacts portent des marques d'usure liée à ce genre de phénomène : ils sont roulés et altérés physiquement et chimiquement.
L'essentiel de l'outillage est en silex ; quelques pièces sont en quartz, en grès ou en quartzite. Son usure rend malaisée l'identification comme pièces taillées. Les blocs originaux sont de petite taille : 7 cm au maximum, avec une moyenne de 4,5 cm. Ils sont soit façonnés, soit débités. Le débitage est sommaire et est effectué sur des nucléus non préparés pour la plupart : ces derniers sont parfois épannelés mais le plus souvent corticaux.
Sur les 71 éclats trouvés, un seul est en quartz. Ces éclats, d'une longueur moyenne de 3,8 cm, portent la trace d'un bulbe de percussion et d'un talon. 26 d'entre eux, en silex, sont retouchés, dont 11 racloirs et 4 couteaux à dos. L'usure des pièces rend malaisée l'identification de denticulés : un seul a été identifié avec certitude. Les retouches sont généralement abruptes.
Les outils façonnés sont plus grands que les outils débités, avec une taille moyenne de 6,2 cm. Un seul est en quartz : un chopper - encore son identification reste-elle douteuse ; deux choppers sont en silex, un autre est en grès. Ces outils, comme les 9 chopping-tools trouvés, sont rudimentaires ; leur tranchant n'est pas régularisé.
Les deux bifaces recueillis sont eux aussi de petites tailles. L'un d'eux a été soigneusement façonné ; l'autre est plus grossier, si bien que son intentionnalité est plus douteuse.
En 1997 la classification des outils du site en nucléus ou galets aménagés ne fait pas encore l'unanimité. La production est en majorité basée sur du débitage de nucléus ; le façonnage des galets ne représente qu'une partie de cette industrie.
Les caractéristiques de cet ensemble se retrouvent sur d'autres sites européens diversement - et pour nombre d'entre eux incertainement - datés. Ainsi celui de Bad Cannstatt (Allemagne), avec une datation par l'uranium-thorium d'environ 250 000 et une datation par thermoluminescence d'environ 400 000 ans ; ou le site à Vértesszőlős (Hongrie) avec une datation de 500 000 ans basée sur la faune. mais également des dates de plus de 350 000 ans ou entre 185 000 et 210 000 ans. Cet assemblage se retrouve aussi à la Caune de l'Arago, Soleilhac (Blanzac, Haute-Loire), Atapuerca, Terra Amata, Bibbona, Colle Marino (district d'Anagni, Italie centrale), Isernia la Pineta (région du Molise, Italie du sud), Mont Poggiolo, Kärlich (de), Mauer…

## Paléofaune

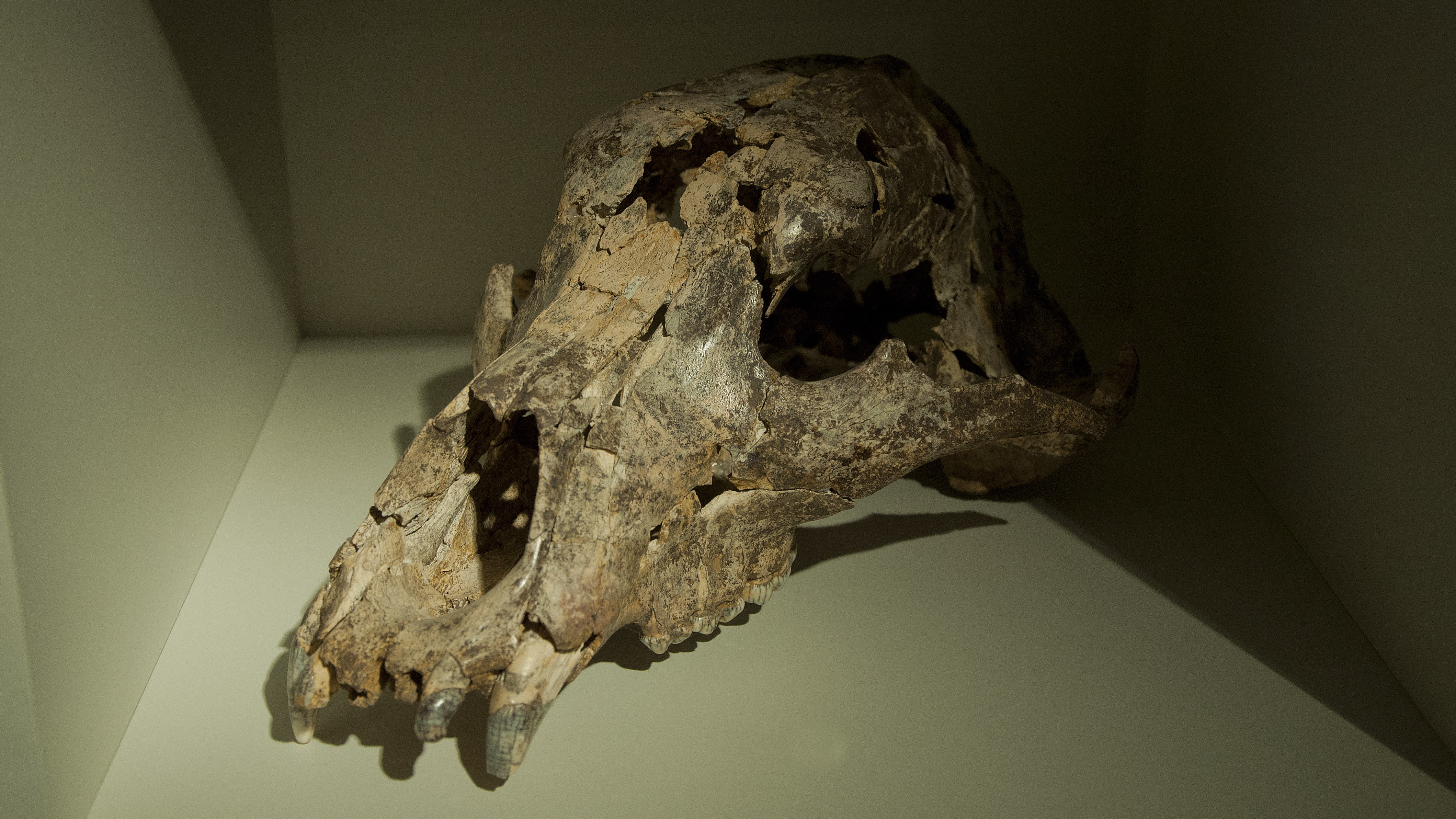
Crâne d'Ursus deningeri, grotte de Belle-Roche, collection du Grand Curtius

Le site de Belle-Roche a livré un éventail relativement important de vestiges fauniques datant du Pléistocène moyen, dominés par l'Ours de Deninger (Ursus deningeri) et il est clair que la grotte a servi d'abri pour cet animal, tant pour l'hibernation que pour la parturition. 

S'y trouvent aussi d'autres carnivores, dont deux félidés : Panthera leo fossilis et Panthera gombaszoegensis, un canidé : Canis lupus mosbachensis (en), le mustélidé Meles thorali (blaireau, très rare sur le site) et une hyène géante à face courte Pachycrocuta brevirostris,.
Les fossiles d'herbivores, plus rares, sont principalement dans les couches supérieures. Ils incluent cheval de Mosbach (Equus caballus mosbachensis), cheval du Thar (Hemitragus bonali), cerf (Cervus elaphus ssp.), du rhinocéros étrusque, Dicerorhinus etruscus (en) ;·beaucoup plus rares sur le site, des restes d'un boviné, Bison schotepsucki et un chevreuil (Capreolus capreolus sussenbornensis).
Parmi la microfaune se trouve Arvicola cantania,.